# Filip Švabski
Filip Švabski, rimsko-nemški kralj in vojvoda Švabske (1198-1208) iz družine Hohenstaufen, rival cesarja Otona IV., izvoljeni škof škofije Würzburg in zato vojvoda Frankonije (1190-1191), mejni grof Toskane (1196-1208), * avgust 1177, † 21. junij 1208, Bamberg (umorjen).
Filip je bil prvi nemški kralj, ki je bil med vladanjem umorjen.

## Življenjepis
Filip je bil peti in najmlajši sin cesarja Friderika I.  in burgundske grofice Beatrike I., hčerke burgundskega grofa Renauda III., in brat cesarja Henrika VI.. Svojo kariero je začel kot duhovnik. Leta 1190 je postal prošt Aix-la-Chapella in leta 1190 ali 1191 voljeni škof Würzburga. Leta 1191 je spremljal svojega brata Henrika v Italijo, kjer je opustil svoj duhovniški poklic. Na svojem drugem potovanju v Italijo je leta 1195 postal toskanski vojvoda in dobil obsežne zemljiške posesti. V Italiji ga je spremljal tudi minnesinger Bernger von Horheim.
Leta 1196 je po smrti brata Konrada postal vojvoda Švabske. Maja 1997 se je poročil z Ireno Angelino, hčerko bizantinskega cesarja Izaka II. Angela in vdovo po sicilskem kralju Rogeriju III..
Filip je užival globoko zaupanje brata Henrika in zgleda, da je bil po Henrikovi nenadni smrti leta 1197 celo imenovan za skrbnika njegovega mladoletnega sina Friderika, kasnejšega cesarja Friderika II.. Ko je Filip izvedel za cesarjevo smrt, se je takoj vrnil v Nemčijo in sklenil odpeljati Friderika s Sicilije na njegovo kronanje za nemškega kralja. Izgleda, da je želel zaščititi interese svojega nečaka in zadušiti nemire, ki so sledili Henrikovi smrti, vendar so ga dogodki prehiteli. Sovražnosti proti mladoletnemu kralju so naraščale, dokler ni bil za regenta cesarstva do Friderikove polnoletnosti izvoljen Filip Švabski. Filip se je z izvolitvijo strinjal in bil 6. marca 1198 v Mühlhausenu proglašen za nemškega kralja. Kronanje je bilo 8. septembra istega leta v Mainzu.
Številni do Filipa sovražni knezi so medtem pod vodstvom kölnskega nadškofa Adolfa izvolili protikralja Otona IV., drugega sina saškega vojvode Henrika III. Leva. V vojni, ki je sledila, je bil Filip s podporo južne Nemčije dokaj uspešen. Leta 1199 je kljub temu, da ni imel podpore papeža Inocence III., prenesel vojno na nasprotnikovo ozemlje. Edino skromno pomoč je dobil od francoskega kralja Filipa Avgusta. Naslednje leto je bilo zanj vojaško manj uspešno in marca 1201 je papež Inocenc III. Filipa in njegove zaveznike izobčil in začel odločno podpirati Otona. 
Istega leta je Filipa obiskal njegov bratranec Bonifacij Montferraški, vodja četrtega križarskega pohoda. Križarji so medtem pod beneškim poveljstvom oblegali in zasedli Zadar. Razlogi za Bonifacijev obisk niso povsem jasni, res pa je, da se je na Filipovem dvoru srečal tudi s Filipovim svakom Aleksejem Angelom, sinom odstavljenega bizantinskega cesarja Izaka II.. Aleksej je Bonifacija prepričal, da se križarski pohod preusmeri proti Konstantinoplu in ponovno ustoliči odstavljenega Izaka II.. 
Naslednji dve leti sta bili za Filipa še bolj neugodni. Oton je s pomočjo češkega kralja Otokarja I. in turinškega deželnega grofa Hermana I. izrinil Filipa iz severne Nemčije. Filip je zato poskušal doseči spravo s papežem, vendar mu to ni uspelo. Prelomnico v njegovi vojni sreči je pomenila pokoritev Hermana Turinškega, kateremu sta kmalu sledila še Adolf Kölnski in brabantski vojvoda Henrik I..
6 januarja 1205 ga je na veliki slavnosti v Aix-la-Chapelleu kölnski nadškof Adolf ponovno kronan za nemškega kralja. V Köln je kjub temu prišel šele leta 1207, s čimer se je vojna praktično končala. Mesec ali dva kasneje je papež preklical njegovo izobčenje in marca 1208 je verjetno sklenil pogodbo, s katero se je papežev nečak poročil z eno od Filipovih hčera in dobil sporno vojvodino Toskano. Filip je zatem nameraval zatreti še zadnje ostanke upora v Braunschweig-Lüneburgu, ko ga je 21. junija 1208 v Bambergu umoril bavarski grof palatin Oton VIII. Wittelsbachski. Oton, ki je bil že prej poznan po svojem nestanovitnem značaju, je pobesnel, ko je izvedel, da je šlezijski vojvoda Henrik I. Bradati, ki je verjetno izvedel za Otonova kruta nagnjenja, preklical zaroko z njegovo hčerko Gertrudo Šlezijsko. Oton je za razdor svoje druge zaroke, prvič je bil zaročen prav s Filipovo hčerko Beatriko, brez razloga obdolžil Filipa in prisegel maščevanje.  Kmalu po Filipovi smrti je bil marca 1209 ubit tudi Oton Wittelsbachski.

## Družina
Filip Švabski se je 25. maja 1197. poročil z Ireno Angelino, hčerko bizantinskega cesarja Izaka II. Angela, s katero je imel: 
- Beatriko starejšo (1198–1212), poročeno z rimsko-nemškim kraljem in cesarjem Otonom IV.,
- Kunigundo (1200–1248), poročeno s češkim kraljem Venčeslavom I.,
- Marijo (1201–1235), poročeno z lotarinškim in brabantskim vojvodom Henrikom II.,
- Elizabeto Beatriko (1203–1235), poročeno s kastiljskim kraljem  Ferdinandom III..
- Rajnalda, ki je umrl kot otrok,
- sina, verjetno  Friderika, ki je umrl kot otrok, in
- Beatriko mlajšo, (*/† 20./27. avgust 1208), ki je bila rojena po njegovi smrti.